# Athinaïkós (basket-ball féminin)
Maillots
L’Athinaïkos AS Výronas (grec moderne : Αθηναϊκός Αθλητικός Σύλλογος Βύρωνα, « Association sportive athénaïque de Výronas », Αθηναϊκός ΑΣ Βύρωνα ou simplement Αθηναϊκός) est un club grec de basket-ball, évoluant en Division A1, soit le plus haut niveau du championnat grec féminin. Il s’agit d'une section du club omnisports de l’Athinaïkós, fondé en 1917 et basé dans la ville de Výronas.

## Historique
Athinaïkós a dominé le basket-ball féminin grec de ces dernières années, en remportant quatre championnats nationaux consécutifs ainsi que trois coupes de Grèce consécutives. De 2008 à 2012, Athinaïkós brisa le record de victoires consécutives dans la ligue A1 (105 victoires de rang), record qui entra au Guinness Book des records.
Le club connut son heure de gloire en remportant l’édition 2010 de l’Eurocoupe, devenant le premier club grec féminin à remporter une coupe d’Europe.

## Palmarès
International
- Eurocoupe : 2010

National
- Champion de Grèce : 2009, 2010, 2011, 2012
- Vainqueur de la Coupe de Grèce : 2010, 2011, 2012

## Joueuses célèbres ou marquantes
- Dímitra Kaléntzou
- Anastasía Kostáki
- Lolíta Lýmoura
- Polýmnia Sarégkou
- Ólga Chatzinikoláou
- Pelagía Papamichaíl
- Chantelle Handy
- Candice Wiggins
- Ruth Riley
- Marina Kress
- Vera Perostiyska